# NGC 6259
NGC 6259 é um aglomerado aberto na direção da constelação de Scorpius. O objeto foi descoberto pelo astrônomo James Dunlop em 1826, usando um telescópio refletor com abertura de 9 polegadas. Devido a sua moderada magnitude aparente (+8), é visível apenas com telescópios amadores ou com equipamentos superiores. 